# Amaranto Abascal
Amaranto Daniel Abascal Aquine (Montevideo, 14 de abril de 1975) es un exjugador de fútbol uruguayo. Se destacó principalmente como integrante de Tacuarembó Fútbol Club, equipo en el que debutó profesionalmente y del que llegó a ser capitán en varias temporadas. 
Jugaba en la posición de centrocampista. Actualmente es director  técnico de Tacuarembo Fútbol Club, en la segunda división profesional de Uruguay, tras su pasado en Juventud de las Piedras como ayudante de Jorge Giordano y de dirigir la tercera división de este mismo equipo.

## Trayectoria

### Clubes
| Club                | País    | Año         |
| ------------------- | ------- | ----------- |
| Tacuarembó FC       | Uruguay | 1999 - 2000 |
| Nacional            | Uruguay | 2001        |
| Tacuarembó FC       | Uruguay | 2002 - 2004 |
| Miramar Misiones    | Uruguay | 2005        |
| Tacuarembó FC       | Uruguay | 2006        |
| Liverpool           | Uruguay | 2007        |
| Bella Vista         | Uruguay | 2007 - 2008 |
| Fénix               | Uruguay | 2008 - 2009 |
| Durazno Fútbol Club | Uruguay | 2009        |
| Rentistas           | Uruguay | 2010        |
| Tacuarembó FC       | Uruguay | 2011 - 2012 |
| Peñarol de Rivera   | Uruguay | 2013        |

### Títulos
| Título                                  | Club     | País    | Año         |
| --------------------------------------- | -------- | ------- | ----------- |
| Primera División de Uruguay             | Nacional | Uruguay | 2001        |
| Segunda División Profesional de Uruguay | Fénix    | Uruguay | 2008 - 2009 |